# Campionati europei under 20 di atletica leggera 2025
I XXVIII Campionati europei under 20 di atletica leggera (in inglese: 2025 European Athletics U20 Championships) si sono disputati a Tampere, in Finlandia, dal 7 al 10 agosto 2025. L'impianto che ha ospitato le gare è stato il Tampereen stadion.
Durante il Consiglio tenutosi a Varsavia l'11 novembre 2022, la European Athletic Association ha confermato che Tampere avrebbe ospitato questa competizione per la seconda volta dopo la XVII edizione di ventidue anni prima.
Le gare disputate sono state 44, delle quali 22 maschili e 22 femminili.

## Minimi di partecipazione[2]
| Specialità             | Uomini   | Donne    |
| ---------------------- | -------- | -------- |
| 100 m piani            | 10"62    | 11"80    |
| 200 m piani            | 21"55    | 24"40    |
| 400 m piani            | 48"15    | 55"50    |
| 800 m piani            | 1'50"00  | 2'07"80  |
| 1 500 m piani          | 3'47"50  | 4'24"00  |
| 3 000 m piani          | 8'17"00  | 9'48"00  |
| 5 000 m piani          | 14'26"00 | 17'05"00 |
| 100 m ostacoli         | -        | 13"92    |
| 110 m ostacoli         | 14"12    | -        |
| 400 m ostacoli         | 53"25    | 1'01"00  |
| 3 000 m siepi          | 9'15"00  | 10'50"00 |
| Marcia 10 000 m        | 45'30"00 | 51'00"00 |
| Staffetta 4×100 m      | -        | -        |
| Staffetta 4×400 m      | -        | -        |
| Salto in alto          | 2,11 m   | 1,80 m   |
| Salto con l'asta       | 5,12 m   | 4,00 m   |
| Salto in lungo         | 7,40 m   | 6,20 m   |
| Salto triplo           | 15,05 m  | 12,05 m  |
| Getto del peso         | 17,80 m  | 14,10 m  |
| Lancio del disco       | 54,50 m  | 47,50 m  |
| Lancio del martello    | 68,00 m  | 57,50 m  |
| Lancio del giavellotto | 66,00 m  | 48,50 m  |
| Decathlon              | 7 200 p. | -        |
| Eptathlon              | -        | 5 350 p. |

## Nazioni partecipanti
Gli atleti iscritti alle gare sono stati 1295, di cui 650 uomini e 645 donne, provenienti da 48 Paesi. Tra parentesi, il numero di atleti partecipanti per nazione.
- Albania (1)
- Andorra (2)
- Armenia (2)
- Austria (15)
- Azerbaigian (1)
- Belgio (27)
- Bosnia ed Erzegovina (1)
- Bulgaria (16)
- Cipro (9)
- Croazia (17)
- Danimarca (15)
- Estonia (24)
- Finlandia (55)
- Francia (77)
- Georgia (3)
- Germania (111)

- Gibilterra (1)
- Grecia (45)
- Irlanda (40)
- Islanda (2)
- Israele (14)
- Italia (91)
- Kosovo (2)
- Lettonia (20)
- Lituania (10)
- Lussemburgo (2)
- Macedonia del Nord (2)
- Malta (5)
- Moldavia (3)
- Monaco (2)
- Montenegro (1)
- Norvegia (35)

- Paesi Bassi (41)
- Polonia (73)
- Portogallo (30)
- Regno Unito (62)
- Rep. Ceca (62)
- Romania (21)
- San Marino (2)
- Serbia (20)
- Slovacchia (24)
- Slovenia (28)
- Spagna (87)
- Svezia (53)
- Svizzera (50)
- Turchia (41)
- Ucraina (49)
- Ungheria (40)

## Calendario
Il calendario delle gare è stato il seguente:
| ● | Finali |

| Agosto |   |   |   |   |    |    |    |
| 7      | 7 | 8 | 8 | 9 | 9  | 10 | 10 |
|        |   |   |   |   |    |    |    |
|        | 1 | 1 | 7 | 2 | 13 | 4  | 14 |

## Risultati

### Uomini
| Evento | Oro | Prestazione | Argento                                                                            | Prestazione | Bronzo                                                                                     | Prestazione            |
| Corse piane | |             |                                                                                    |             |                                                                                            |                        |
| 100 m (vento: −0,7 m/s)                                                                                                | Ander Garaiar | 10"40       | Jozuah Revierre Teddy Wilson                                                       | 10"47       | Medaglia non assegnata                                                                     | Medaglia non assegnata |
| 200 m (vento: −2,9 m/s)                                                                                                | Diego Nappi | 20"77       | Pedro Afonso                                                                       | 20"85       | Oriol Sanchez                                                                              | 21"03                  |
| 400 m | Conor Kelly | 45"83       | Milann Klemenic                                                                    | 46"44       | Ondřej Loupal                                                                              | 46"62                  |
| 800 m | Rafferty Mirfin | 1'48"09     | Tom Waterworth                                                                     | 1'48"20     | Aarón Ceballos                                                                             | 1'48"74                |
| 1 500 m | Håkon Moe Berg | 3'47"36     | Andreas Dybdahl                                                                    | 3'47"95     | Elliot Vermeulen                                                                           | 3'48"03                |
| 3 000 m | Håkon Moe Berg | 8'43"20     | Kristers Kudlis                                                                    | 8'45"56     | Karl Ottfalk                                                                               | 8'46"43                |
| 5 000 m | Willem Renders | 14'14"59    | Karl Ottfalk                                                                       | 14'14"78    | Magnus Øyen                                                                                | 14'15"32               |
| Corse a ostacoli | |             |                                                                                    |             |                                                                                            |                        |
| 110 hs (99 cm) (vento: +0,6 m/s)                                                                                       | Matteo Togni | 13"27       | Hristiyan Kasabov                                                                  | 13"31       | Matyáš Zach                                                                                | 13"33                  |
| 400 hs | Michal Rada | 48"78       | Iker Moreno                                                                        | 49"66       | Quinten de Vos Marek Váňa                                                                  | 50"46                  |
| 3 000 siepi | Kiyasettin Kara | 8'43"55     | Marti Torregrossa                                                                  | 8'45"20     | Andres Lara                                                                                | 8'45"53                |
| Salti | |             |                                                                                    |             |                                                                                            |                        |
| Alto | Elijah Pasquier | 2,25 m      | Otis Poole                                                                         | 2,19 m      | Jin van der Lee                                                                            | 2,16 m                 |
| Asta | Axel Rogö | 5,45 m      | Zackaria Dia                                                                       | 5,40 m      | Ylio Philtjens Paweł Pośpiech                                                              | 5,30 m5,30 m           |
| Lungo | Petr Meindlschmid | 7,89 m      | Daniele Inzoli                                                                     | 7,69 m      | Luka Bošković                                                                              | 7,69 m                 |
| Triplo | Francesco Crotti | 15,93 m     | Emre Çolak                                                                         | 15,75 m     | Zinga Barbosa Firmino                                                                      | 15,71 m                |
| Lanci | |             |                                                                                    |             |                                                                                            |                        |
| Peso (6 kg) | Jarno van Daalen | 21,07 m     | Aatu Kangasniemi                                                                   | 20,82 m     | Jakub Rodziak                                                                              | 19,37 m                |
| Disco (1,75 kg) | Jarno van Daalen | 63,18 m     | Jakub Rodziak                                                                      | 62,90 m     | Zsombor Dobó                                                                               | 62,26 m                |
| Martello (6 kg) | Ármin Szabados | 82,91 m     | Mico Lampinen                                                                      | 74,67 m     | Aatu Kangasniemi                                                                           | 74,41 m                |
| Giavellotto | Rafael Mahiques | 76,30 m     | Oskar Jänicke                                                                      | 76,17 m     | Roch Krukowski                                                                             | 76,01 m                |
| Staffette | |             |                                                                                    |             |                                                                                            |                        |
| 4×100 m | Francia Gaël Delaumenie Lenny Chanteur Hugo Jacquet-Dzong Ylann Bizasene                                                   | 39"57       | Germania Enzo Kieß Louis Schuster Felix Schulze Jakob Kemminer Alvin Mawumba *     | 39"78       | Polonia Aleksander Wojtasik Adrian Lepionka Marcin Tabaka Sebastian Libura Patryk Radwan * | 40"17                  |
| 4×400 m | Rep. Ceca Ondřej Loupal Lukáš Mareš Tomáš Horák Michal Rada Martin Koreček * Václav Apltauer * Jakub Marek * Šimon Ceplý * | 3'05"79     | Spagna Iker Moreno Aaron Gaston Helio Marco Óscar Crespo Marco Sáiz * Sergi Pons * | 3'06"83     | Italia Destiny Omodia Daniele Salemi Diego Mancini Simone Giliberto                        | 3'07"39                |
| Marce | |             |                                                                                    |             |                                                                                            |                        |
| Marcia 10 000 m | Joan Querol | 39'10"04    | Giuseppe Disabato                                                                  | 39'20"87    | Daniel Monfort                                                                             | 39'50"77               |
| Prove multiple | |             |                                                                                    |             |                                                                                            |                        |
| Decathlon (under 20)                                                                                                   | Hubert Trościanka | 8 514 p.    | Luuk Pelkmans                                                                      | 8 293 p.    | Leon Krummenacher                                                                          | 7 972 p.               |
| record mondiale under 20; record europeo under 20; record dei campionati; record nazionale under 20; record personale. | |             |                                                                                    |             |                                                                                            |                        |

* Atleta che ha gareggiato unicamente in batteria ma ha ugualmente ricevuto la medaglia.

### Donne
| Evento | Oro | Prestazione | Argento | Prestazione  | Bronzo                                                                                     | Prestazione  |
| Corse piane | |             | |              |                                                                                            |              |
| 100 m (vento: −0,1 m/s)                                                                                                | Kelly Doualla | 11"22       | Mabel Akande | 11"41        | Uliana Stepaniuk                                                                           | 11"53        |
| 200 m (vento: −2,0 m/s)                                                                                                | Judith Mokobe | 23"40       | Lucy Tallon | 23"49 (.482) | Terezie Táborská                                                                           | 23"49 (.486) |
| 400 m | Charlotte Henrich | 51"68       | Johanna Martin | 52"00        | Anastazja Kuś                                                                              | 52"23        |
| 800 m | Jana Marie Becker | 2'01"67     | Živa Remic | 2'01"76      | Lorenza De Noni                                                                            | 2'01"86      |
| 1 500 m | Lyla Belshaw | 4'14"59     | Carmen Cernjul | 4'15"00      | Isobelle Jones                                                                             | 4'16"18      |
| 3 000 m | Innes FitzGerald | 8'46"39     | Carmen Cernjul | 9'08"87      | Wilma Torbiörnsson                                                                         | 9'10"70      |
| 5 000 m | Innes FitzGerald | 15'09"04    | Edibe Yağiz | 15'43"60     | Julia Ehrle                                                                                | 15'44"06     |
| Corse a ostacoli | |             | |              |                                                                                            |              |
| 100 hs (vento: −1,5 m/s)                                                                                               | Jil Sanchez | 13"24       | Melissa Benfatah | 13"29        | Alessia Succo                                                                              | 13"32        |
| 400 hs | Alexandra Uță | 55"55       | Méta Tumba | 55"56        | Viola Hambidge                                                                             | 56"71        |
| 3 000 siepi | Andrea Nygård Vie | 9'57"59     | Jule Jutta Lindner | 9'58"77      | Ema Berková                                                                                | 10'09"71     |
| Salti | |             | |              |                                                                                            |              |
| Alto | Lilianna Bátori | 1,89 m      | Ella Mikkoli | 1,89 m       | Ona Bonet                                                                                  | 1,86 m       |
| Asta | Elise de Jong | 4,50 m =    | Marijn Kieft | 4,40 m       | Apolena Švábíková                                                                          | 4,30 m       |
| Lungo | Bori Rózsahegyi | 6,46 m      | Thea Brown | 6,44 m       | Diana Myroshnichenko                                                                       | 6,37 m       |
| Triplo | Erika Saraceni | 14,24 m     | Daria Vrînceanu | 13,75 m      | Adriana Krūzmane                                                                           | 13,62 m      |
| Lanci | |             | |              |                                                                                            |              |
| Peso | Maria Rafailidou | 16,16 m     | Anhelina Shepel | 15,62 m      | Anita Nalesso                                                                              | 15,62 m      |
| Disco | Andrea Tankeu | 54,28 m     | Curly Brown | 54,16 m      | Anne Juul Jensen                                                                           | 52,63 m      |
| Martello | Nova Kienast | 67,93 m     | Marie Rougetet | 67,38 m      | Pinja Kärhä                                                                                | 66,07 m      |
| Giavellotto | Vita Barbić | 55,26 m     | Rebecca Nelimarkka | 54,43 m      | Orinta Navikaitė                                                                           | 54,36 m      |
| Staffette | |             | |              |                                                                                            |              |
| 4×100 m | Italia Alice Pagliarini Elisa Valensin Margherita Castellani Kelly Doualla Elisa Calzolari *                             | 43"72       | Regno Unito Nell Desir Lucy Tallon Kaya Slater Mabel Akande Jessica Mantle *                                                    | 43"98        | Polonia Małgorzata Pojęta Wiktoria Gajosz Oliwia Kasprzak Jagoda Żukowska Aleksandra Jeż * | 44"07        |
| 4×400 m | Francia Victoria Kwarteng Noam Tanon Romane Trinquant Méta Tumba Lys-Aurore Agbayissah * Alicia Lopez * Emilie Montout * | 3'33"56     | Germania Luna Fischer Pauline Richter Katharina Rupp Jana Marie Becker Ida Carlotta Schröder * Luise Sommer * Cäcilia Weimann * | 3'34"35      | Italia Francesca Meletto Laura Frattaroli Alice Caglio Giulia Macchi                       | 3'34"65      |
| Marce | |             | |              |                                                                                            |              |
| Marcia 10 000 m | Sofia Santacreu | 43'47"89    | Serena Di Fabio | 43'56"25     | Aldara Meilán                                                                              | 44'15"89     |
| Prove multiple | |             | |              |                                                                                            |              |
| Eptathlon | Jana Koščak | 6 293 p.    | Sarolta Kriszt | 6 251 p.     | Enni Virjonen                                                                              | 6 060 p.     |
| record mondiale under 20; record europeo under 20; record dei campionati; record nazionale under 20; record personale. | |             | |              |                                                                                            |              |

* Atleta che ha gareggiato unicamente in batteria ma ha ugualmente ricevuto la medaglia.

## Medagliere[8]
Paese ospitante
| Posizione | Paese       | Oro | Argento | Bronzo | Totale |
| --------- | ----------- | --- | ------- | ------ | ------ |
| 1         | Italia      | 6   | 3       | 5      | 14     |
| 2         | Regno Unito | 5   | 7       | 1      | 13     |
| 3         | Spagna      | 5   | 3       | 6      | 14     |
| 4         | Germania    | 3   | 6       | 1      | 10     |
| 5         | Francia     | 3   | 5       | 0      | 8      |
| 6         | Paesi Bassi | 3   | 3       | 2      | 8      |
| 7         | Norvegia    | 3   | 1       | 2      | 6      |
| 8         | Ungheria    | 3   | 1       | 1      | 5      |
| 9         | Rep. Ceca   | 3   | 0       | 6      | 9      |
| 10        | Croazia     | 2   | 0       | 0      | 2      |
| 11        | Svezia      | 1   | 3       | 1      | 5      |
| 12        | Turchia     | 1   | 2       | 0      | 3      |
| 13        | Polonia     | 1   | 1       | 6      | 8      |
| 14        | Romania     | 1   | 1       | 0      | 2      |
| 15        | Belgio      | 1   | 0       | 2      | 3      |
| 16        | Svizzera    | 1   | 0       | 1      | 2      |
| 17        | Grecia      | 1   | 0       | 0      | 1      |
| 17        | Irlanda     | 1   | 0       | 0      | 1      |
| 19        | Finlandia   | 0   | 4       | 3      | 7      |
| 20        | Ucraina     | 0   | 1       | 2      | 3      |
| 21        | Bulgaria    | 0   | 1       | 1      | 2      |
| 21        | Lettonia    | 0   | 1       | 1      | 2      |
| 23        | Portogallo  | 0   | 1       | 0      | 1      |
| 23        | Slovenia    | 0   | 1       | 0      | 1      |
| 25        | Danimarca   | 0   | 0       | 1      | 1      |
| 25        | Estonia     | 0   | 0       | 1      | 1      |
| 25        | Lituania    | 0   | 0       | 1      | 1      |
| 25        | Serbia      | 0   | 0       | 1      | 1      |
| Totale    | Totale      | 44  | 45      | 45     | 134    |

## Placing table[8]
| Posizione | Paese       | Punteggio | 1º | 1º | 2º | 2º | 3º | 3º | 4º | 4º | 5º | 5º | 6º | 6º | 7º | 7º | 8º | 8º |
| Posizione | Paese       | Punteggio | Nº | Pt | Nº | Pt | Nº | Pt | Nº | Pt | Nº | Pt | Nº | Pt | Nº | Pt | Nº | Pt |
| --------- | ----------- | --------- | -- | -- | -- | -- | -- | -- | -- | -- | -- | -- | -- | -- | -- | -- | -- | -- |
| 1         | Germania    | 148       | 3  | 24 | 6  | 42 | 1  | 6  | 6  | 30 | 4  | 16 | 7  | 21 | 3  | 6  | 3  | 3  |
| 2         | Regno Unito | 142       | 5  | 40 | 7  | 49 | 1  | 6  | 2  | 10 | 7  | 28 | 1  | 3  | 3  | 6  | 0  | 0  |
| 3         | Spagna      | 139       | 5  | 40 | 3  | 21 | 6  | 36 | 4  | 20 | 2  | 8  | 2  | 6  | 3  | 6  | 2  | 2  |
| 4         | Italia      | 128       | 6  | 48 | 3  | 21 | 5  | 30 | 1  | 5  | 3  | 12 | 2  | 6  | 2  | 4  | 2  | 2  |
| 5         | Francia     | 126       | 3  | 24 | 5  | 35 | 0  | 0  | 6  | 30 | 3  | 12 | 4  | 12 | 5  | 10 | 3  | 3  |
| 6         | Rep. Ceca   | 106       | 3  | 24 | 0  | 0  | 6  | 36 | 3  | 15 | 4  | 16 | 3  | 9  | 1  | 2  | 4  | 4  |
| 7         | Polonia     | 85        | 1  | 8  | 1  | 7  | 6  | 36 | 2  | 10 | 1  | 4  | 3  | 9  | 4  | 8  | 3  | 3  |
| 8         | Finlandia   | 80        | 0  | 0  | 4  | 28 | 3  | 18 | 3  | 15 | 2  | 8  | 2  | 6  | 0  | 0  | 5  | 5  |
| 9         | Paesi Bassi | 79        | 3  | 24 | 3  | 21 | 2  | 12 | 1  | 5  | 1  | 4  | 3  | 9  | 1  | 2  | 2  | 2  |
| 10        | Svezia      | 60        | 1  | 8  | 3  | 21 | 1  | 6  | 2  | 10 | 3  | 12 | 0  | 0  | 1  | 2  | 1  | 1  |

## Atleti plurivincitori
Uomini
- Håkon Moe Berg ( 1500 m piani,  3000 m piani)
- Jarno van Daalen ( getto del peso,  lancio del disco)
- Michal Rada ( 400 m ostacoli,  staffetta 4×400 m)

Donne
- Innes FitzGerald ( 3000 m piani,  5000 m piani)
- Kelly Doualla ( 100 m piani,  staffetta 4×100 m)